# 佐藤哲三 (競馬)
佐藤 哲三（さとう てつぞう、1970年9月17日 - ）は、日本中央競馬会（JRA）に所属した騎手。
1989年にデビュー。1996年にマイネルマックスで朝日杯3歳ステークスを制し、GI競走を初制覇。2000年代以降はタップダンスシチー、エスポワールシチー、アーネストリーといった騎乗馬で数々のGI・JpnI競走を制し、タップダンスシチーとアーネストリーの管理調教師・佐々木晶三とも名コンビをうたわれた。2012年11月に競走中の落馬で重傷を負い、以後騎乗のないまま2014年10月に引退。以後は主に競馬評論家として活動している。

## 経歴

### 生い立ち - 騎手デビューまで
1970年、福岡県北九州市黒崎に生まれる。1歳のとき父親の転勤に伴い大阪府泉佐野市に移り、以後同地で育つ。
住之江競艇場が近かったこともあり、中学時代には競艇選手になることも考えていたが、1984年のジャパンカップにおいて日本馬初優勝を果たしたカツラギエースらの走りをみて騎手を目指そうと思い立ち、JRA競馬学校を受験し合格。1986年より第5期生として入所した。同期には田中勝春、角田晃一、山田泰誠らがいる。2年次の研修は栗東トレーニングセンター・吉岡八郎厩舎で行った。

### 騎手時代
1989年3月4日、吉岡八郎厩舎所属で騎手としてデビュー。初戦は中京競馬第4競走でチョモランマに騎乗し9着。4月30日、キョウワトワダに騎乗し通算29戦目で初勝利を挙げた。初年度は8勝という成績に終わったが、2年目には27勝、3年目は33勝、4年目には騎乗馬レットイットビーによる重賞（朝日チャレンジカップ）初勝利を含む38勝と成績を上げていった。
しかし5年目には落馬事故で鎖骨を複雑骨折する重傷を負って休養し、当年12勝と成績を落とす。翌年も23勝に終わると、その年末に吉岡から「一度外に出た方が勉強になる。その方がお前のためにも良い」と諭され、翌1995年より吉岡厩舎を離れフリーとなる。すると中村均、清水出美、小林稔といった調教師から積極的に起用され、当年67勝を挙げて全国10位（関西5位）の位置につける。1996年12月には中村厩舎のマイネルマックスで朝日杯3歳ステークスを制し、GI競走を初制覇。当年は自己最高の70勝を挙げ、全国8位（関西4位）に付けた。
2003年にはタップダンスシチーでジャパンカップを制覇。9馬身という競走史上最大着差での勝利であった。同馬とはさらに2004年にも宝塚記念に優勝。タップダンスシチーは非常に乗り難しい馬という評判であったが、佐藤自身は「僕は最初から乗りこなそうとせず、御さずになんとかしようと思った。結果的にそれが御したような形になり、勝利に結びついた。タップは僕の騎乗スタイルの原型を作ってくれた馬」と述べている。また、タップダンスシチーとの出会いは、後に佐藤と名コンビをうたわれる調教師・佐々木晶三との繋がりが生まれるきっかけともなった。

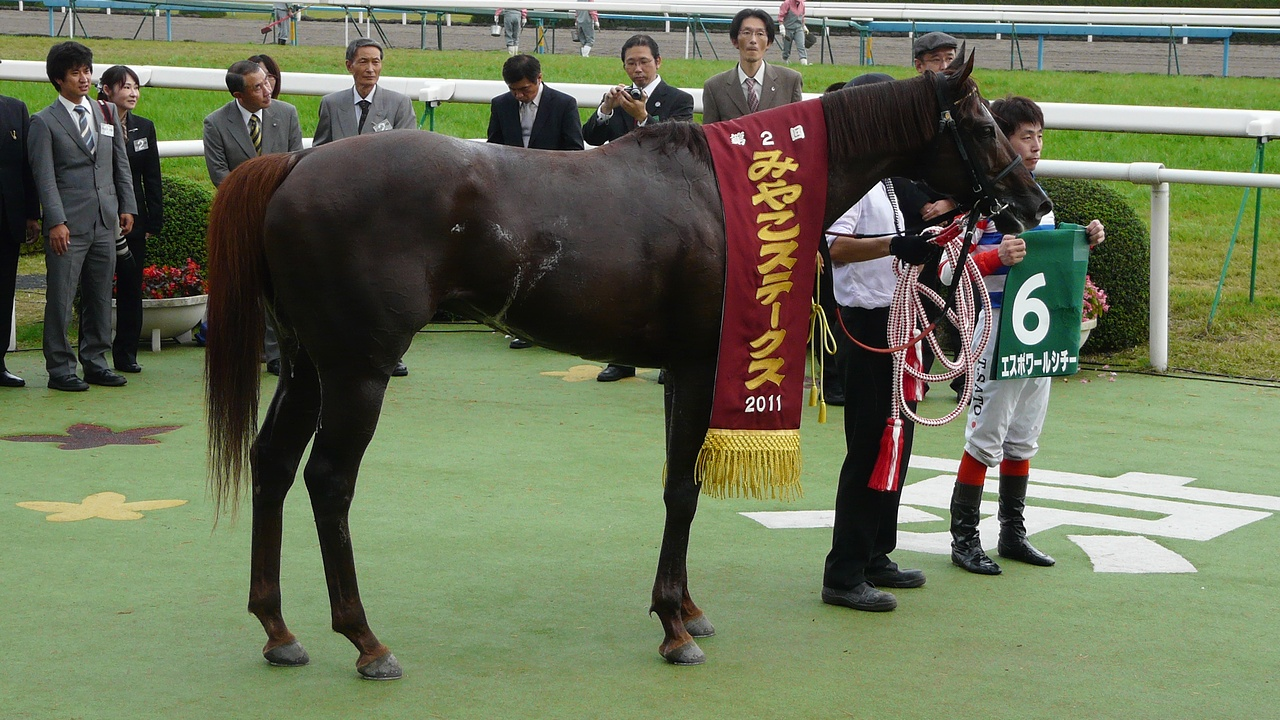
エスポワールシチーと佐藤。

2009年から2012年にかけては、エスポワールシチーとのコンビでダートGI・JpnI競走7勝を挙げる。佐藤は同馬が未勝利の頃からその将来性を見抜き、調教師の安達昭夫と連携しながら思い描く形へと導き、GI制覇に至らしめたのであった。中央GI2勝目を挙げたフェブラリーステークス優勝時、安達は「彼がいなければ間違いなく今のエスポワールシチーはなかった」と評し、佐藤自身も「まれに見るほどすべてがうまく運び、イメージ以上に作れた馬」と語っている。また、2011年には佐々木厩舎のアーネストリーで宝塚記念も制した。同馬は「エスポワールシチーで成功したことを、今度は芝で試したい」という考えのもとで試行錯誤をし、「走る軌道によって体が入りやすくなることが分かり、それがはまりだしてからはトントン拍子だった」という。
2012年11月24日、京都競馬第10競走（騎乗馬トウシンイーグル）における最後の直線で落馬。内埒に激突し、全身7カ所の骨折に加え、外傷性気胸、右下腿部裂創、右肘関節脱臼という重傷を負った。落馬した騎手が鉄製の支柱に衝突する危険性は、従前から騎手クラブが指摘しており、競馬会と改善についての議論が行われていた最中の出来事であった。この事故で佐藤は入院、当時騎乗していた佐々木厩舎の有力馬・キズナは武豊に乗り替わることになり、同馬は翌2013年に東京優駿（日本ダービー）に優勝。このとき武は「彼（注：佐藤）の悔しさも、また、騎手としての覚悟も分かるから、彼の思いをきちんと胸に抱いて乗りたい、という気持ちがありました」と語っている。
一方の佐藤は、医師の予想より早く事故から2カ月後に自力で立てるようになったものの、事故当時毛細血管2本のみで繋がっていたという左腕の回復は進まなかった。6度の手術を行い、リハビリも続けていたがついに復帰は叶わず、2014年9月16日に引退を表明。10月12日、京都競馬場で引退式が行われた。騎手通算成績は10686戦954勝。

### 騎手引退後
引退後は競馬評論家として活動し、『日刊スポーツ』において競馬予想を行っているほかMBSラジオ「GOGO競馬サンデー!」にレギュラーコメンテーターとして出演する。また、騎手引退時にはノースヒルズ（アーネストリー、キズナらの馬主）が運営する育成施設・大山ヒルズの騎乗技術アドバイザーに就任することも発表された。
小倉競馬場開催時はTNC制作の「競馬BEAT」に出演することもある。
2021年9月より、佐賀競馬公式YouTube番組「てっちゃんのSAGAリベンジャーズ」にて、メイン出演者として馬券予想をおこなっている。

## 人物

### ギャンブルレーサー
騎手として目指した姿は「一流のホースマンではなく、一流のギャンブルレーサー」であったといい、「馬券を買うファンのための騎乗」が信条であった。自身も競艇ファンとして舟券を買う立場にあり、その経験を騎手としての姿勢にも反映させていたという。騎乗していた頃から最低でも馬券圏内である3着以内に入線する事を目指しており、「もちろん1着を目指して乗っているけど、1着が全てとは思わない。馬券は単勝だけではない」と語り、そういったなかで、1着にはなれずともファンの中で主役になれる馬がいるはずだ、という信条も口にしている。
また、2000年の皐月賞においてラガーレグルス（3番人気）に騎乗した際、スタートを切れないまま終わるという失態を演じたことも背景にあった。「あのときに何も説明できなかったという思いがずっと残り｣、「多くのファンにスタートも切れないまま損をさせてしまったので、これからの騎手人生のなかで絶対に返していこうという思いが芽生え」たのだという。佐藤は自身の引退会見においても、失敗例として、また自身の向上に繋がった例としてこの競走を挙げている。
引退のきっかけにも「ギャンブルレーサー」としての意識が関わっていた。「馬を可愛がりつつ、競走では割り切って結果を出すことなどできない」「馬にとっては騎手は嫌な存在のはず」と考えていた佐藤は、努めて馬の可愛い面を目に入れないようにしていたが、リハビリ生活中にキズナのもとを訪れた際、自身にじゃれつく姿を見て「めちゃくちゃ可愛い」と感じ、「この感性のまま、もし明日、腕が動いたとしても、ギャンブルレーサーとしての佐藤哲三には戻れない」と考え、引退を決断したのだと述べた。

### 佐々木晶三との関係
タップダンスシチー、アーネストリーでGIを制した佐々木晶三とは「コンビ」として知られた。1997年に佐藤が佐々木厩舎のサクラエキスパートに騎乗して愛知杯を勝ったとき、佐々木はまず「なんとも度胸がいい」という印象を抱いたという。さらにタップダンスシチーで佐藤が高い技術をもつことを確信し、以後「コンビ」が成立。それから20以上の重賞勝利を挙げた。佐々木は佐藤を重用した理由として「調教師が実力のある騎手と手を組んで共同で馬を育てる」という方針を掲げ、「そうやって育てられた馬は成績も安定するし、上のクラスに行っても通用する。それは競走馬を育てるということに関しては三本指に入ると思っている哲ちゃん（佐藤）だからこそかも知れない」と語っている。

## 騎乗成績
出典:日本中央競馬会公式サイト・引退騎手名鑑「佐藤哲三」。記載されていない情報については個別に出典を付与。
| 開催 | 1着 | 2着  | 3着 | 騎乗数 | 勝率 | 連対率 |
| ---- | --- | ---- | --- | ------ | ---- | ------ |
| 中央 | 938 | 997  | 926 | 10570  | .089 | .183   |
| 地方 | 16  | 19   | 10  | 114    | .140 | .307   |
| 国外 | 0   | 0    | 0   | 2      | .000 | .000   |
| 総計 | 954 | 1016 | 936 | 10684  | .089 | .184   |

※すべて平地競走。

### 年度別成績
| 年     | 開催 | 勝利 | 騎乗  | 勝率 | 重賞勝利馬（勝利競走） | 表彰                   |
| ------ | ---- | ---- | ----- | ---- | --- | ---------------------- |
| 1989年 | 中央 | 8勝  | 171回 | .047 | |                        |
| 1990年 | 中央 | 27勝 | 298回 | .091 | |                        |
| 1991年 | 中央 | 33勝 | 346回 | .095 | |                        |
| 1992年 | 中央 | 38勝 | 345回 | .110 | レットイットビー（朝日チャレンジカップ） | フェアプレー賞         |
| 1993年 | 中央 | 12勝 | 328回 | .037 | レガシーフィールド（阪急杯） |                        |
| 1994年 | 中央 | 23勝 | 255回 | .090 | |                        |
| 1995年 | 中央 | 67勝 | 462回 | .145 | レッドコーラル（タマツバキ記念） | フェアプレー賞（関西） |
| 1995年 | 地方 | 0勝  | 1回   | .000 | レッドコーラル（タマツバキ記念） | フェアプレー賞（関西） |
| 1995年 | 計   | 67勝 | 463回 | .145 | レッドコーラル（タマツバキ記念） | フェアプレー賞（関西） |
| 1996年 | 中央 | 70勝 | 514回 | .136 | リトルオードリー（報知杯4歳牝馬特別） マイネルマックス（函館3歳ステークス、京成杯3歳ステークス、朝日杯3歳ステークス）                                                            |                        |
| 1996年 | 地方 | 0勝  | 7回   | .000 | リトルオードリー（報知杯4歳牝馬特別） マイネルマックス（函館3歳ステークス、京成杯3歳ステークス、朝日杯3歳ステークス）                                                            |                        |
| 1996年 | 計   | 70勝 | 521回 | .134 | リトルオードリー（報知杯4歳牝馬特別） マイネルマックス（函館3歳ステークス、京成杯3歳ステークス、朝日杯3歳ステークス）                                                            |                        |
| 1997年 | 中央 | 56勝 | 525回 | .107 | サクラエキスパート（愛知杯） マイネルクラシック（北海道3歳優駿） |                        |
| 1997年 | 地方 | 3勝  | 14回  | .214 | サクラエキスパート（愛知杯） マイネルクラシック（北海道3歳優駿） |                        |
| 1997年 | 計   | 59勝 | 539回 | .109 | サクラエキスパート（愛知杯） マイネルクラシック（北海道3歳優駿） |                        |
| 1998年 | 中央 | 50勝 | 472回 | .106 | ユーセイトップラン（アルゼンチン共和国杯） |                        |
| 1998年 | 地方 | 3勝  | 28回  | .107 | ユーセイトップラン（アルゼンチン共和国杯） |                        |
| 1998年 | 計   | 53勝 | 500回 | .106 | ユーセイトップラン（アルゼンチン共和国杯） |                        |
| 1999年 | 中央 | 28勝 | 428回 | .065 | ナリタルナパーク（中山牝馬ステークス） スノーエンデバー（群馬記念） ラガーレグルス（ラジオたんぱ杯3歳ステークス）                                                                | フェアプレー賞（関西） |
| 1999年 | 地方 | 2勝  | 17回  | .118 | ナリタルナパーク（中山牝馬ステークス） スノーエンデバー（群馬記念） ラガーレグルス（ラジオたんぱ杯3歳ステークス）                                                                | フェアプレー賞（関西） |
| 1999年 | 計   | 30勝 | 445回 | .067 | ナリタルナパーク（中山牝馬ステークス） スノーエンデバー（群馬記念） ラガーレグルス（ラジオたんぱ杯3歳ステークス）                                                                | フェアプレー賞（関西） |
| 2000年 | 中央 | 37勝 | 408回 | .091 | マイネルマックス（マイラーズカップ） ミッキーダンス（小倉記念、朝日チャレンジカップ）                                                                                            | フェアプレー賞（関西） |
| 2000年 | 地方 | 0勝  | 6回   | .000 | マイネルマックス（マイラーズカップ） ミッキーダンス（小倉記念、朝日チャレンジカップ）                                                                                            | フェアプレー賞（関西） |
| 2000年 | 計   | 37勝 | 414回 | .089 | マイネルマックス（マイラーズカップ） ミッキーダンス（小倉記念、朝日チャレンジカップ）                                                                                            | フェアプレー賞（関西） |
| 2001年 | 中央 | 42勝 | 491回 | .086 | ミッキーダンス（金鯱賞） |                        |
| 2001年 | 地方 | 0勝  | 4回   | .000 | ミッキーダンス（金鯱賞） |                        |
| 2001年 | 計   | 42勝 | 495回 | .085 | ミッキーダンス（金鯱賞） |                        |
| 2002年 | 中央 | 48勝 | 506回 | .095 | タップダンスシチー（朝日チャレンジカップ） | フェアプレー賞（関西） |
| 2002年 | 地方 | 1勝  | 6回   | .167 | タップダンスシチー（朝日チャレンジカップ） | フェアプレー賞（関西） |
| 2002年 | 計   | 49勝 | 512回 | .096 | タップダンスシチー（朝日チャレンジカップ） | フェアプレー賞（関西） |
| 2003年 | 中央 | 42勝 | 491回 | .086 | タカラシャーディー（毎日杯） タップダンスシチー（金鯱賞、京都大賞典、ジャパンカップ）                                                                                            |                        |
| 2003年 | 地方 | 0勝  | 5回   | .000 | タカラシャーディー（毎日杯） タップダンスシチー（金鯱賞、京都大賞典、ジャパンカップ）                                                                                            |                        |
| 2003年 | 計   | 42勝 | 496回 | .085 | タカラシャーディー（毎日杯） タップダンスシチー（金鯱賞、京都大賞典、ジャパンカップ）                                                                                            |                        |
| 2004年 | 中央 | 40勝 | 531回 | .075 | タップダンスシチー（金鯱賞、宝塚記念） サクラセンチュリー（鳴尾記念） |                        |
| 2004年 | 地方 | 0勝  | 2回   | .000 | タップダンスシチー（金鯱賞、宝塚記念） サクラセンチュリー（鳴尾記念） |                        |
| 2004年 | 国外 | 0勝  | 1回   | .000 | タップダンスシチー（金鯱賞、宝塚記念） サクラセンチュリー（鳴尾記念） |                        |
| 2004年 | 計   | 40勝 | 534回 | .075 | タップダンスシチー（金鯱賞、宝塚記念） サクラセンチュリー（鳴尾記念） |                        |
| 2005年 | 中央 | 51勝 | 617勝 | .083 | サクラセンチュリー（日経新春杯、アルゼンチン共和国杯） インティライミ（京都新聞杯） オペラシチー（目黒記念） タップダンスシチー（金鯱賞） サンライズバッカス（武蔵野ステークス） |                        |
| 2005年 | 地方 | 0勝  | 3回   | .000 | サクラセンチュリー（日経新春杯、アルゼンチン共和国杯） インティライミ（京都新聞杯） オペラシチー（目黒記念） タップダンスシチー（金鯱賞） サンライズバッカス（武蔵野ステークス） |                        |
| 2005年 | 計   | 51勝 | 620回 | .082 | サクラセンチュリー（日経新春杯、アルゼンチン共和国杯） インティライミ（京都新聞杯） オペラシチー（目黒記念） タップダンスシチー（金鯱賞） サンライズバッカス（武蔵野ステークス） |                        |
| 2006年 | 中央 | 42勝 | 606回 | .069 | グレイトジャーニー（ダービー卿チャレンジトロフィー） メイショウバトラー（プロキオンステークス、シリウスステークス、サマーチャンピオン） サンバレンティン（福島記念）             |                        |
| 2006年 | 地方 | 1勝  | 5回   | .200 | グレイトジャーニー（ダービー卿チャレンジトロフィー） メイショウバトラー（プロキオンステークス、シリウスステークス、サマーチャンピオン） サンバレンティン（福島記念）             |                        |
| 2006年 | 計   | 43勝 | 611回 | .070 | グレイトジャーニー（ダービー卿チャレンジトロフィー） メイショウバトラー（プロキオンステークス、シリウスステークス、サマーチャンピオン） サンバレンティン（福島記念）             |                        |
| 2007年 | 中央 | 32勝 | 461回 | .069 | サンレイジャスパー（小倉記念） インティライミ（朝日チャレンジカップ、京都大賞典）                                                                                                |                        |
| 2007年 | 地方 | 0勝  | 2回   | .000 | サンレイジャスパー（小倉記念） インティライミ（朝日チャレンジカップ、京都大賞典）                                                                                                |                        |
| 2007年 | 計   | 32勝 | 463回 | .069 | サンレイジャスパー（小倉記念） インティライミ（朝日チャレンジカップ、京都大賞典）                                                                                                |                        |
| 2008年 | 中央 | 33勝 | 525回 | .063 | マイネルレーニア（スワンステークス） | フェアプレー賞（関西） |
| 2008年 | 地方 | 0勝  | 1回   | .000 | マイネルレーニア（スワンステークス） | フェアプレー賞（関西） |
| 2008年 | 計   | 33勝 | 526回 | .063 | マイネルレーニア（スワンステークス） | フェアプレー賞（関西） |
| 2009年 | 中央 | 35勝 | 493回 | .071 | エスポワールシチー（かしわ記念、マイルチャンピオンシップ南部杯、ジャパンカップダート）                                                                                           |                        |
| 2009年 | 地方 | 2勝  | 4回   | .500 | エスポワールシチー（かしわ記念、マイルチャンピオンシップ南部杯、ジャパンカップダート）                                                                                           |                        |
| 2009年 | 計   | 37勝 | 497回 | .074 | エスポワールシチー（かしわ記念、マイルチャンピオンシップ南部杯、ジャパンカップダート）                                                                                           |                        |
| 2010年 | 中央 | 36勝 | 430回 | .084 | エスポワールシチー（フェブラリーステークス、かしわ記念） アーネストリー（金鯱賞、札幌記念）                                                                                      |                        |
| 2010年 | 地方 | 1勝  | 2回   | .500 | エスポワールシチー（フェブラリーステークス、かしわ記念） アーネストリー（金鯱賞、札幌記念）                                                                                      |                        |
| 2010年 | 国外 | 0勝  | 1回   | .000 | エスポワールシチー（フェブラリーステークス、かしわ記念） アーネストリー（金鯱賞、札幌記念）                                                                                      |                        |
| 2010年 | 計   | 37勝 | 433回 | .085 | エスポワールシチー（フェブラリーステークス、かしわ記念） アーネストリー（金鯱賞、札幌記念）                                                                                      |                        |
| 2011年 | 中央 | 48勝 | 462回 | .104 | アーネストリー（宝塚記念、オールカマー） エスポワールシチー（みやこステークス、名古屋大賞典）                                                                                    |                        |
| 2011年 | 地方 | 1勝  | 3回   | .333 | アーネストリー（宝塚記念、オールカマー） エスポワールシチー（みやこステークス、名古屋大賞典）                                                                                    |                        |
| 2011年 | 計   | 49勝 | 465回 | .105 | アーネストリー（宝塚記念、オールカマー） エスポワールシチー（みやこステークス、名古屋大賞典）                                                                                    |                        |
| 2012年 | 中央 | 40勝 | 405回 | .099 | エスポワールシチー（かしわ記念、マイルチャンピオンシップ南部杯） |                        |
| 2012年 | 地方 | 2勝  | 4回   | .500 | エスポワールシチー（かしわ記念、マイルチャンピオンシップ南部杯） |                        |
| 2012年 | 計   | 42勝 | 409回 | .103 | エスポワールシチー（かしわ記念、マイルチャンピオンシップ南部杯） |                        |

出典：netkeiba「佐藤哲三  (サトウテツゾウ)」
|            | 日付          | 競馬場・開催  | 競走名               | 馬名               | 頭数 | 人気 | 着順 |
| ---------- | ------------- | ------------- | -------------------- | ------------------ | ---- | ---- | ---- |
| 初騎乗     | 1989年3月4日  | 1回中京1日4R  | 3歳未勝利            | トーアチョモランマ | 10頭 | 6    | 9着  |
| 初勝利     | 1989年4月30日 | 3回京都4日6R  | 3歳未勝利            | キョウワトワダ     | 17頭 | 2    | 1着  |
| 重賞初騎乗 | 1990年5月6日  | 2回京都6日11R | 京都4歳特別          | アンビシャスホープ | 17頭 | 14   | 13着 |
| 重賞初勝利 | 1992年9月20日 | 4回阪神4日11R | 朝日チャレンジカップ | レットイットビー   | 12頭 | 3    | 1着  |
| GI初騎乗   | 1992年11月8日 | 5回京都2日10R | 菊花賞               | ヤングライジン     | 18頭 | 12   | 9着  |
| GI初勝利   | 1996年12月8日 | 6回中山4日11R | 朝日杯3歳ステークス  | マイネルマックス   | 16頭 | 2    | 1着  |